# Noordelijke Zwaluwen
De Noordelijke Zwaluwen was een samengesteld voetbalelftal met geselecteerde spelers van diverse clubs uit de provincies Friesland, Groningen en Drenthe. Het speelde voornamelijk vriendschappelijke wedstrijden, maar nam het regelmatig op tegen grote clubs.

## Geschiedenis

### De beginjaren (1912-1916)
De vereniging de Noordelijke Zwaluwen werd in november 1912 door Carl Hirschman opgericht tijdens een vergadering in Groningen, met als doel "het verbeteren van het spelpeil in het Noorden". Hirschman was in 1907 ook al betrokken geweest bij de oprichting van ANVV De Zwaluwen, de landelijke tegenhanger van de noorderlingen. 
Op 17 november 1912 speelden de Noordelijke Zwaluwen in Amsterdam tegen Ajax hun eerste wedstrijd, dat destijds uitkwam in de westelijke eerste klasse. De eerste opstelling bestond uit spelers van LAC Frisia 1883 uit Leeuwarden, Achilles 1894 uit Assen en GSAVV Forward uit Groningen. De wedstrijd werd ruim gewonnen met 7-3, waarbij aanvaller Willy Westra van Holthe van Achilles de grote man was. Op Tweede Kerstdag van dat jaar volgde de tweede wedstrijd van het team, ditmaal tegen HVV Tubantia in Hengelo; de wedstrijd eindigde in een 3-3 gelijkspel.
Tijdens een bestuursvergadering van de Nederlandse Voetbalbond werd in januari 1913 bekend dat de Noordelijke Zwaluwen toegelaten werd tot de bond. In maart van dat jaar maakte Westra van Holthe zijn debuut in het Nederlands Elftal. Begin 1914 speelde het team voor het eerst tegen Vitesse, dat kampioen geworden was in de oostelijke competitie; de wedstrijd werd gewonnen door Vitesse met 3-2. Inmiddels waren de spelers van de Noordelijke Zwaluwen uit een breder aantal teams afkomstig, met onder andere Evert van Linge van VV Veendam 1894 en spelers van het Groningse Be Quick 1887.
Op zondag 26 september 1915 speelden de Noordelijke Zwaluwen en Vitesse in Arnhem opnieuw tegen elkaar, ditmaal als openingswedstrijd voor het nieuwe stadion van de Gelderse club, Monnikenhuize. De Zwaluwen waren aangevuld met enkele Engelse spelers die vanwege de Eerste Wereldoorlog geïnterneerd waren in Groningen, waaronder keeper Arnold Birch van Sheffield Wednesday FC. De wedstrijd eindigde in een 3-3 gelijkspel, nadat het bij rust nog 1-3 voor de noordelingen had gestaan. Enkele maanden later speelden de Noordelijke Zwaluwen op 2 januari 1916 opnieuw een wedstrijd in het stadion van Ajax, ditmaal tegen een samengesteld elftal van Amsterdamse spelers van met name Ajax (met o.a. Wim Gupffert, Theo Brokmann sr. en Henk Hordijk), VRA en De Spartaan. Max Tetzner van Be Quick stond bij de Zwaluwen op het middenveld. De wedstrijd werd verloren met 3-2, na een ruststand van 0-2.

### Het Noordelijk Elftal (1921-1926)
Ter voorbereiding op hun ontmoeting met het team van Noord-Duitsland speelde het Noordelijk Elftal op Hemelvaartsdag 1921 een oefenwedstrijd tegen de Noordelijke Zwaluwen. De broers Max en Hans Tetzner stonden bij het Elftal in de basis, evenals Evert Jan Bulder en Van Linge die eerder voor de Zwaluwen uitkwamen. Karel Kaufman, een middenvelder van Achilles die later bondscoach werd, stond voor het eerst voor de Noordelijke Zwaluwen in de basis. De openingswedstrijd van het nieuwe sportpark van VV Warffum werd met 1-0 gewonnen door het Noordelijk Elftal. Drie jaar later werd opnieuw gekozen voor een feestdag als wedstrijddag, dit keer Eerste Paasdag. Op het terrein van ZAC in Zwolle speelden de Oostelijke Zwaluwen een oefenwedstrijd tegen de Noordelijke Zwaluwen. De wedstrijd eindigde in 0-2 in het voordeel van de Noordelijke Zwaluwen, met onder andere Herman Legger van Be Quick in de basis. Vanwege het succes speelde een groot deel van de winnende selectie een paar maanden later met het Noordelijk Elftal tegen Noord-Duitsland.
Een jaar later stond er wederom een oefenwedstrijd op het programma tegen een ander regionaal Zwaluwen elftal, ditmaal de Westelijke Zwaluwen. Voor de Noordelijke Zwaluwen was dit opnieuw in voorbereiding op een wedstrijd tussen het Noordelijk Elftal en Noord-Duitsland. De wedstrijd werd op 26 april 1925 gespeeld in Stadion Esserberg van Be Quick in Haren. Onder andere Siebold Sissingh van Be Quick stond in de basis bij de noordelingen. Voor de westerlingen stonden onder andere Dolf van Kol van Ajax, Puck van Heel en Mees Weber van Feyenoord op het veld. De wedstrijd werd met 4-2 door de Noordelijke Zwaluwen gewonnen, na een ruststand van 1-0. Ook in 1926 werd er met Pasen gevoetbald, ditmaal op de velden van Achilles 1894 in Assen. Op 5 april stond een wedstrijd tussen de Noordelijke Zwaluwen en een NOC-combinatie op het programma, ten behoeve van de NOC-afdeling Assen en de aanstaande Olympische Zomerspelen in Amsterdam. Het Drentse team was samengesteld uit spelers van Achilles, bij de noordelingen stonden naast de gebruikelijke Be Quick spelers ook die van de Winschoter clubs WVV en VV Bato op het veld. De wedstrijd werd door de Zwaluwen gewonnen met 3-6.

### Doorstart (1928-1936)
Na mei 1926 bleef het rustig omtrent de Noordelijke Zwaluwen en werden er geen wedstrijden gespeeld, tot in mei 1928 een nieuwe commissie werd ingesteld en er een doorstart volgde. VV HSC uit Sappemeer stelde haar velden beschikbaar en de Britse bondstrainer Tom Heslop, die onder andere voor Blackpool en Bolton Wanderers had gespeeld, nam de leiding op zich. Hij werd daarbij ondersteund door oud-spelers van het team. Er werd begonnen met een onderlinge wedstrijd tussen twee combinatie-teams van de Noordelijke Zwaluwen, een week later gevolgd door een elftal samengesteld door de Groninger Voetbalbond. In september 1928 deden de Zwaluwen voor het eerste mee aan het Groninger Dagblad bekertoernooi, dat sinds 1911 traditiegetrouw gehouden werd bij de start van het nieuwe seizoen. De zeven andere deelnemende clubs waren WVV, Be Quick, Veendam, GVAV, Achilles, Velocitas 1897 en GVV. De Noordelijke Zwaluwen verloren met 6-3 van promovendus WVV en waren daarmee uitgeschakeld in het toernooi. Velocitas won uiteindelijk de beker in een finale tegen WVV.
Op 22 mei 1932 werd op het Achilles-terrein in Assen een Zwaluwen-dag georganiseerd, waaraan vier elftallen met beloften zouden deelnemen. Er werden twee Groningse, één Drents en één Fries elftal samengesteld, die het volgens het bekersysteem tegen elkaar zouden opnemen. In de finale volgde een wedstrijd tussen de twee beste team, om daarmee een nieuwe selectie samen te stellen voor de Noordelijke Zwaluwen. Onder andere Henk Plenter van Be Quick stond bij Groningen A in de basis, het team dat in de finale met 2-0 won van Friesland. Twee weken later werd ook bekend gemaakt dat er geld beschikbaar was gesteld om de Zwaluwen te laten trainen onder Bob Jefferson, oud-speler van Bradford City, Leeds United en Swindon Town en trainer van Velocitas.
Er volgden in 1932 nog enkele wedstrijden, onder andere in Leeuwarden tegen een Fries combinatie-elftal (1-2 winst voor de Zwaluwen) en bij Be Quick de Noordelijke Zwaluwen tegen "de Rest van Groningen" (6-8 winst voor de Groningers, na een ruststand van 3-1). Na een periode van stilte werd begin 1935 in Winschoten gevoetbald tegen een elftal van WVV, om een jaar later (ter voorbereiding op een wedstrijd van het Noordelijk Elftal tegen West-Duitsland) in Den Haag een oefenwedstrijd tegen de Westelijke Zwaluwen te spelen. Bij de noordelingen stond onder andere Otto Bonsema van Velocitas in de basis, in een wedstrijd die met 2-1 gewonnen werd door de westerlingen.

### Na de oorlog
Tijdens en lang na de Tweede Wereldoorlog speelden de Noordelijke Zwaluwen geen wedstrijden meer; pas halverwege de jaren vijftig van de twintigste eeuw stond er weer een wedstrijd op het programma. In Nieuwe Pekela werd op 29 mei 1954 het Burgemeester Boekhovenpark geopend, een sportaccommodatie met diverse velden en banen. Als afsluiting van de sportweek die daarop volgde speelden de Noordelijke Zwaluwen op het nieuwe veld de openingswedstrijd tegen eersteklasser SC Emma uit Dordrecht. Voor de noordelingen stonden onder andere keeper Otto Roffel en linksback Klaas Buist van GVAV en aanvaller Jan Hoekema van VV Leeuwarden in het veld. De Zwaluwen wonnen op eigen bodem met 4-1 van de Dordtenaren.
Sinds juni 1954 lijkt het elftal niet meer actief te zijn geweest en zijn er geen officiële wedstrijden meer geregistreerd.